# Carnival Sensation
 (juillet 2010).
Le Carnival Sensation est un bateau de croisière appartenant à la compagnie de croisière Carnival Cruise Lines. Troisième bateau de la classe Fantasy, de la société Carnival Cruise Lines est mis en service en 1993.
L'Organisation maritime internationale enregistre ce bateau sous le numéro : 8711356.
Le Carnival Sensation est retiré du service et vendu en raison de la pandémie de COVID-19. S'il doit initialement reprendre des itinéraires, il est finalement retiré de la flotte en 2022. Il est vendu 11 millions de dollars US, et quitte en mars 2022 Miami pour Aliağa, en Turquie, pour la démolition où il arrive en mai,,.

## Description
Le Carnival Sensation est un navire de 260,8 mètres de long, de 31,5 mètres de large et d'une jauge brute de 70 367 unités UMS pour une capacité de 2 052 passagers.
Ce navire peut naviguer à une vitesse de 21 nœuds, il est équipé de 6 moteurs Diesel dont 2 × Sulzer-Wärtsilä 8ZAV40S et 4 × Sulzer-Wärtsilä 12ZAV40S.
Le navire dispose de 14 ascenseurs, 12 bars, 3 piscines, 2 restaurants, garde d'enfants, service blanchisserie, location de smokings, internet café, 6 jacuzzis, infirmerie et service postal.
À l'intérieur des suites, différents services sont fournis, tels que : service de chambre, minibar, télévision, réfrigérateur et coffre-fort.
Les activités à bord sont nombreuses : comédie spectacles, casino, discothèque, piano-bar, salle de jeux, librairie, bibliothèque, sports et conditionnement physique, spa / salon de fitness, ping-pong, jeu de palet, aérobic, jogging, piscine, basket-ball, volley-ball et golf.

## Itinéraires

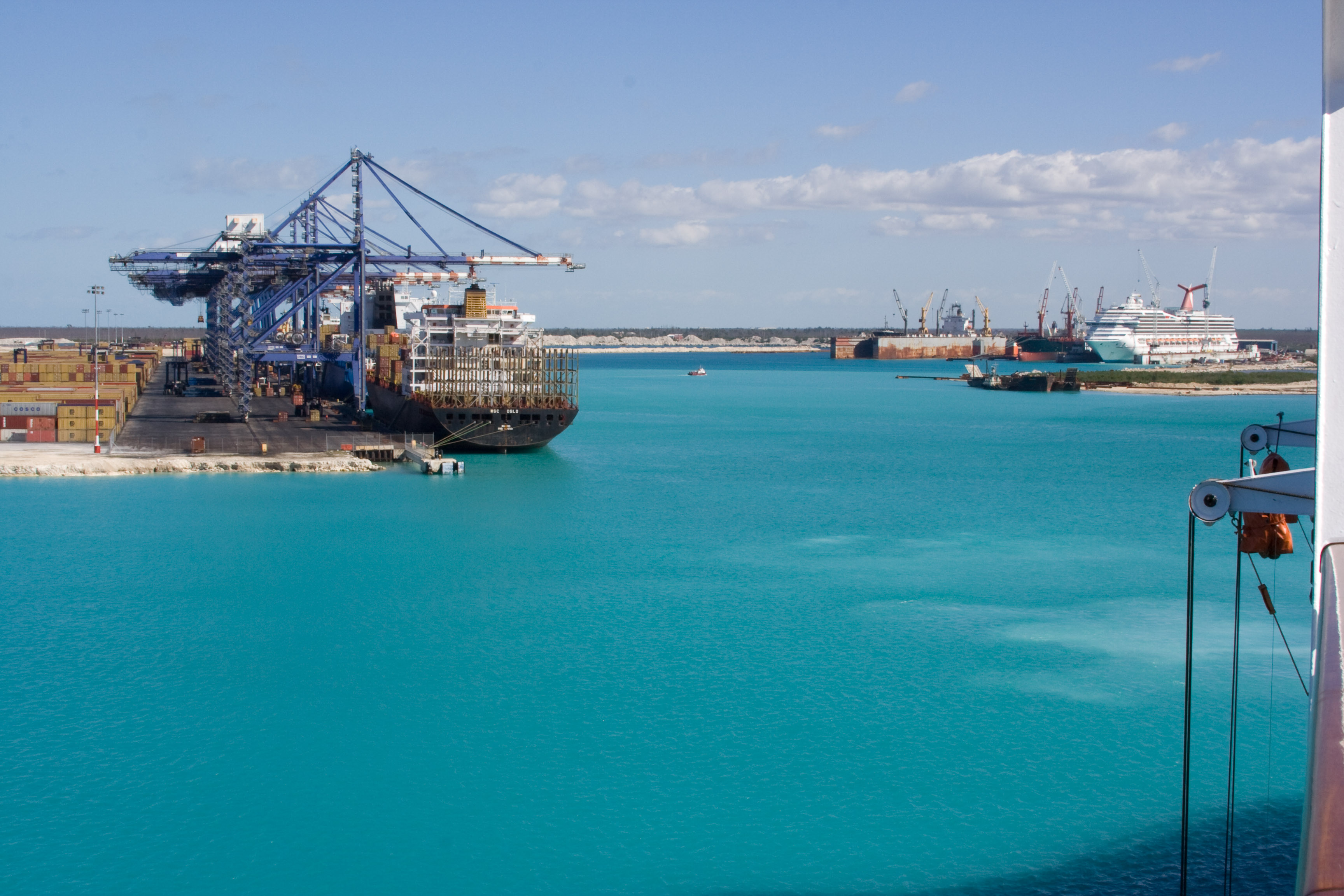
Port de Freeport.

Le Carnival Sensation, durant son exploitation commerciale, a été basé à Port Canaveral au terminal 10, les passagers pouvant être pris en charge dans la ville d'Orlando, en Floride ; il réalise alors différentes croisières :
|       | Jour 1         | Jour 2 | Jour 3 | Jour 4 |
| ----- | -------------- | ------ | ------ | ------ |
| Lieux | Port Canaveral | Nassau | Nassau | En mer |

|       | Jour 1         | Jour 2   | Jour 3 | Jour 4 | Jour 5 |
| ----- | -------------- | -------- | ------ | ------ | ------ |
| Lieux | Port Canaveral | Freeport | Nassau | Nassau | En mer |

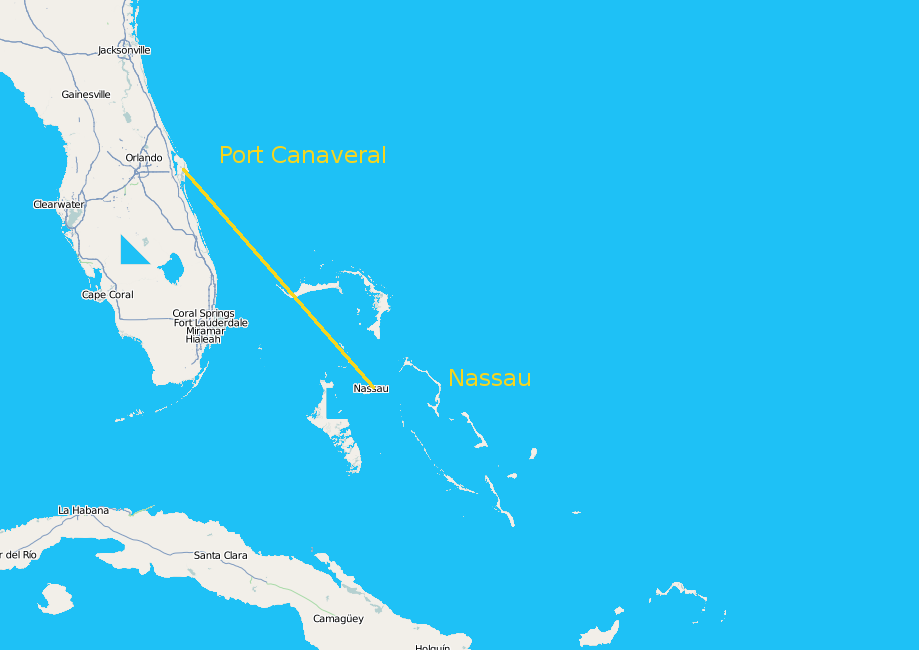
Le trajet de la croisière no 1 du Carnival Sensation.
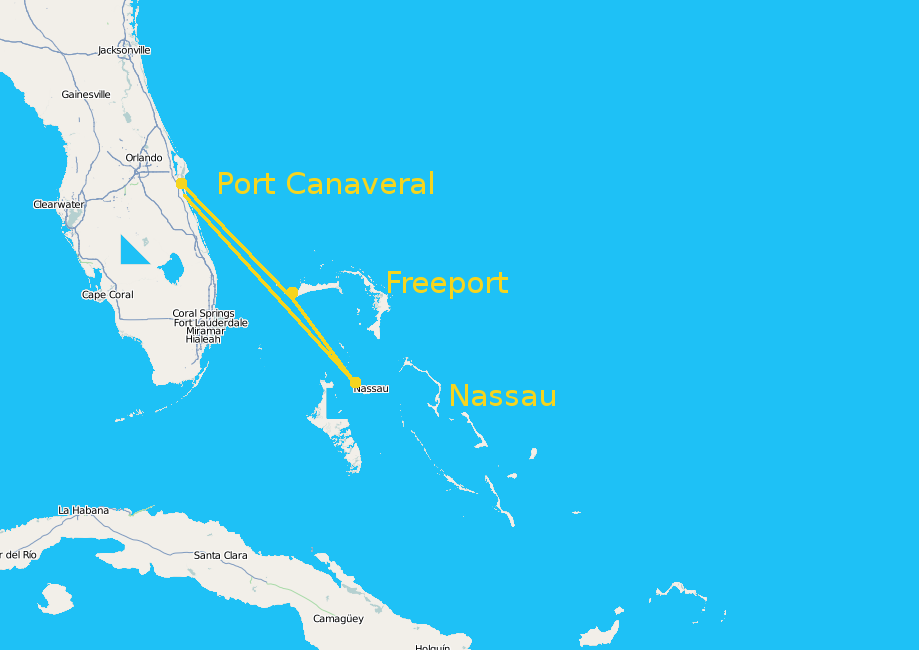
Le trajet de la croisière no 2 du Carnival Sensation.

## Ponts
Le Carnival Sensation possède 10 ponts :
- Pont 1 - Riviera
- Pont 2 - Main
- Pont 3 - Upper
- Pont 4 - Empress
- Pont 5 - Atlantic
- Pont 6 - Promenade
- Pont 7 - Lido
- Pont 8 - Veranda
- Pont 9 - Sport
- Pont 10 - Sun

### Pont 1 - Riviera
Le pont « Riviera » est essentiellement constitué de cabines reparties comme suit :
- 152 des cabines de ce pont sont situées à l'extérieur :

18 disposent de vue sur l'extérieur grâce à un hublot et sont situées à l'avant du navire (en jaune sur l'image),
52 cabines disposent de vue sur mer, et sont situées à l'avant et à l'arrière du navire (en mauve sur l'image),
82 disposent de vue sur mer et sont situées au centre du navire (en bleu sur l'image).
- 104 à l'intérieur :

57 cabines sont situées au centre du navire (en vert sur l'image),
57 cabines sont situées entre l'avant et l'arrière du navire (en marron sur l'image).
Soit un total 256 cabines pour le pont « Riviera », elles sont numérotées de R1 à R256.

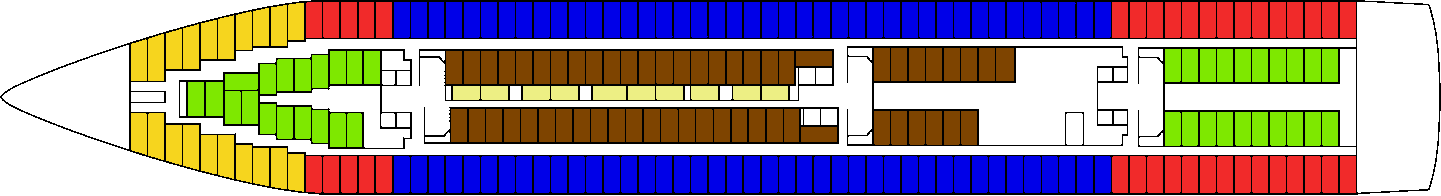
Le pont Riviera du Carnival Sensation.

### Pont 2 - Main
Le pont 2 est également constitué de cabines.

### Pont 3 - Upper
Le pont 3 est également constitué de cabines.

### Pont 4 - Empress

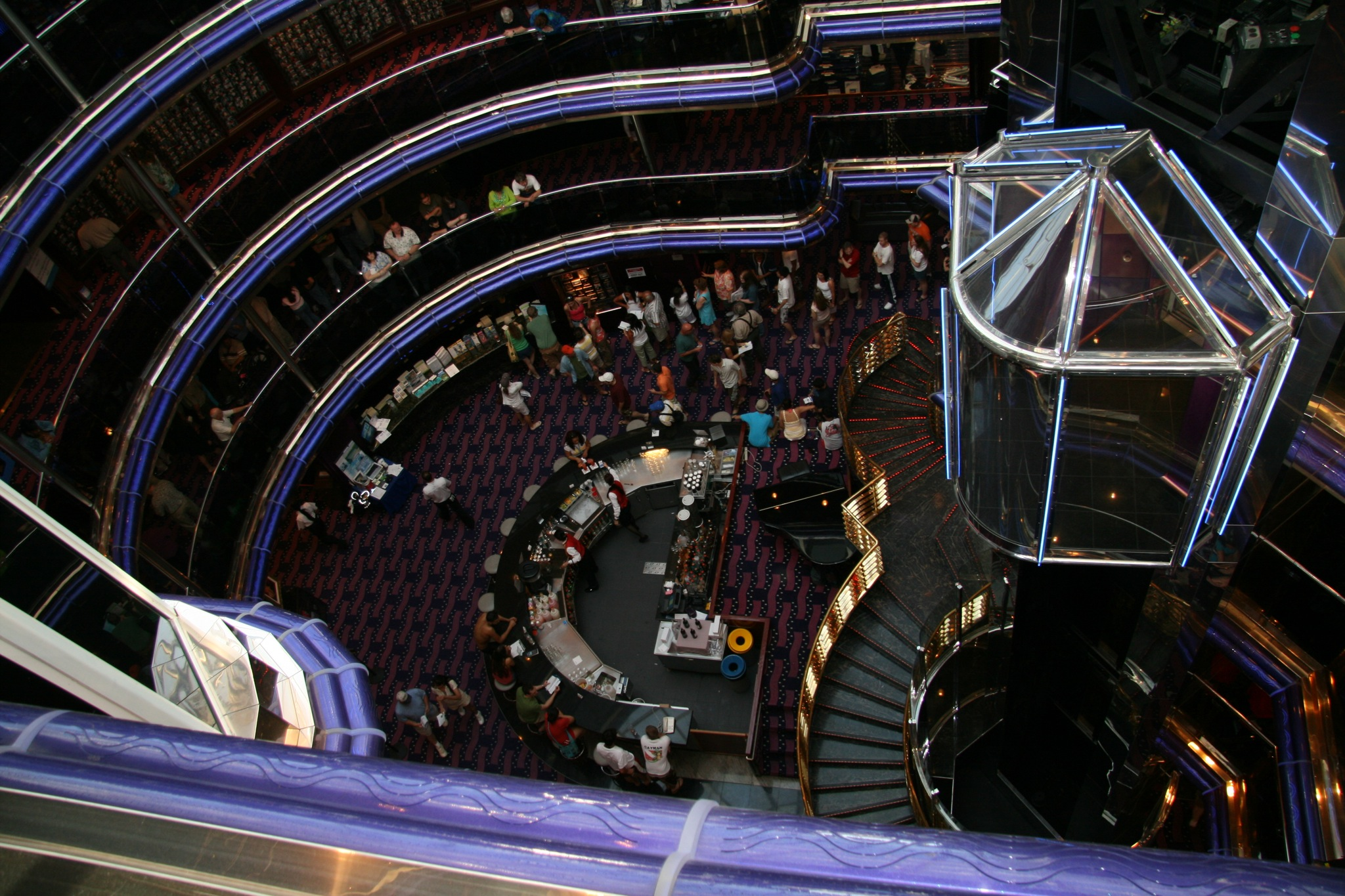
L'Atrium.

Le pont 4 du Carnival Sensation est constitué par :
- le Grand Atrium Plaza
- le Café Internet
- la Réception
- le Bureau des excursions
- la Galerie Photos
- la Galerie d'art

### Pont 5 - Atlantic
Le pont Atlantic est constitué de :
- Théâtre « Fantasia »

Ce théâtre peut accueillir 1 200 personnes.
- Magasin « Carnival »
- Circle « c »
- Grand Atrium
- Piano bar « Touch & class »

Celui-ci peut accueillir 40 personnes.
- Librairie « The dark room »

Celle-ci peut accueillir 32 personnes.
- Restaurant « Fantasie »
- Commerce
- Restaurant « Ecstasy »

### Pont 6 - Promenade
Le pont 6 est lui constitué de :
- Théâtre « Fantasia »
- Video arcade
- Galerie photos
- Grand Atrium
- Casino « Club vegas »
- Sushi bar
- Bureau des formalités
- Bar « Mirage »
- Théâtre « Michelangelo »
- Café « Joe's »
- Discothèque « Kaleidoscope »

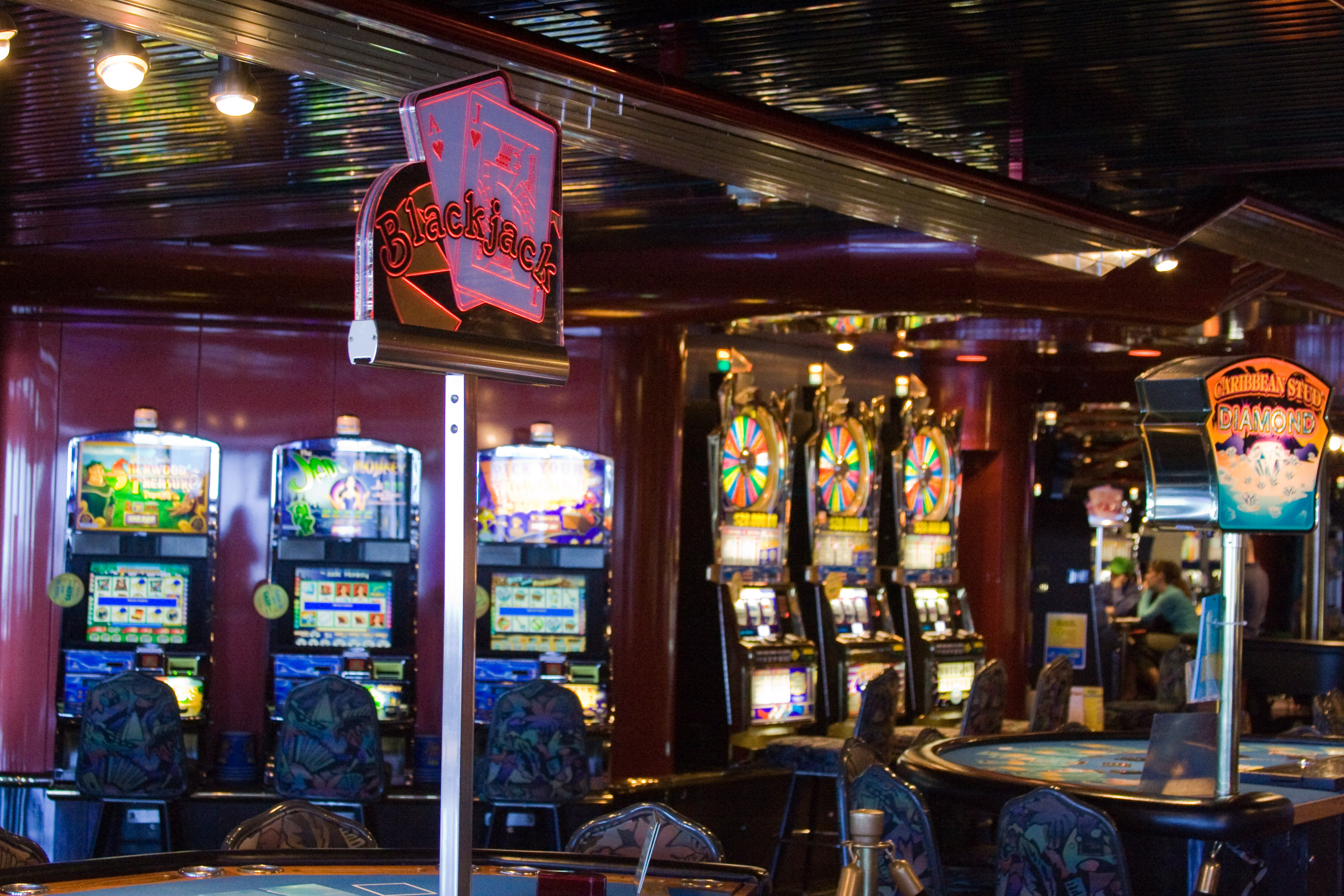
Le casino.

Celle-ci peut accueillir 140 personnes.
- Salle de conférences
- Théâtre « Polo »
- Théâtre « Plaza »

Celui-ci peut accueillir 450 personnes.

### Pont 7 - Lido
Ce pont est constitué de :
- Grand Atrium
- Piscine « Ressort style »
- Snack bar
- Bar de la piscine
- Restaurant Mongole
- Rôtisserie
- Bar à salade
- Bar et grill « seaview »
- Bar « Deli pizza »

### Pont 8 - Veranda

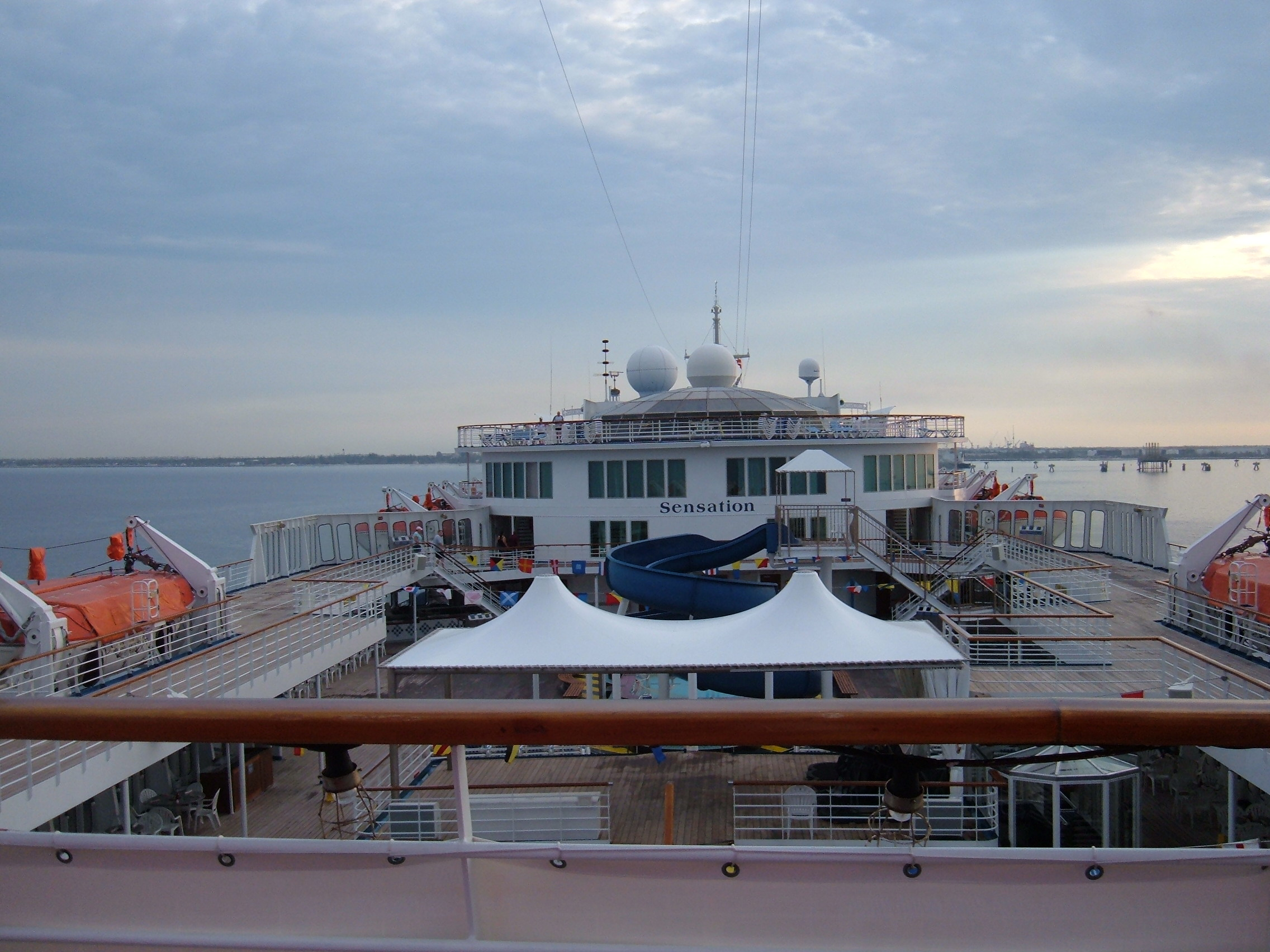
Pont Veranda.

Le pont Veranda est constitué de :
- Grand Atrium
- Camp Carnival
- Carnival Waterwork

### Pont 9 - Sport
Le pont 9 est constitué de :
- Centre Fitness
- Spa
- Salon de Beauté
- Gymnase
- Salon de massage
- Grand Atrium

### Pont 10 - Sun
Le pont Sun est équipé de
- Piscine à vague
- Parcours de jogging
- Mini-golf